# Psammobates tentorius
Espèce
Statut CITES
Psammobates tentorius, la Tortue bosselée, est une espèce de tortues de la famille des Testudinidae.

## Répartition
Cette espèce se rencontre en Afrique du Sud et en Namibie.

## Liste des sous-espèces
Selon TFTSG (28 juin 2011) :
- Psammobates tentorius tentorius (Bell, 1828)
- Psammobates tentorius trimeni (Boulenger, 1886)
- Psammobates tentorius verroxii (Smith, 1839)

## Taxinomie
Au fil du temps, cette espèce a été décrite sous de très diverses dénominations scientifiques, parmi lesquelles on trouve notamment les suivantes :
- Testudo tentoria Bell, 1828
- Testudo verroxii Smith, 1839
- Testudo geometrica nigriventris Gray, 1856
- Testudo trimeni Boulenger, 1886
- Testudo fiski Boulenger, 1886
- Testudo smithi Boulenger, 1886
- Testudo seimundi Boulenger, 1903
- Testudo boettgeri Siebenrock, 1904
- Homopus bergeri Lindholm, 1906
- Testudo oscarboettgeri Lindholm, 1929
- Chersinella tentoria albanica Hewitt, 1933
- Chersinella tentoria tentorioides Hewitt, 1933
- Chersinella tentoria piscatella Hewitt, 1933
- Chersinella tentoria subsulcata Hewitt, 1933
- Chersinella tentoria karuica Hewitt, 1933
- Chersinella tentoria duerdeni Hewitt, 1933
- Chersinella tentoria lativittata Hewitt, 1933
- Chersinella tentoria karuella Hewitt, 1933
- Chersinella tentoria hexensis Hewitt, 1933
- Chersinella schonlandi Hewitt, 1934
- Chersinella fiski cronwrighti Hewitt, 1934
- Chersinella fiski orangensis Hewitt, 1934
- Chersinella fiski colesbergensis Hewitt, 1934
- Chersinella fiski grica Hewitt, 1934
- Chersinella fiski gricoides Hewitt, 1934
- Chersinella fiski amasensis Hewitt, 1934
- Psammobates depressa FitzSimons, 1938

## Publications originales
- Bell, 1828 : Descriptions of three new species of land tortoises. Zoological Journal, vol. 3, p. 419–421 (texte intégral).
- Boulenger, 1886 : On the South-African tortoises allied to Testudo geometrica. Proceedings of the Zoological Society of London, vol. 1886, p. 540–542 (texte intégral).
- Smith, 1839 : Illustrations of the Zoology of South Africa, consisting chiefly of Figures and Descriptions of the Objects of Natural History collected during an Expedition into the Interior of South Africa, in the years 1834, 1835, and 1836. vol. 8, Reptilia, Smith, Elder, and Co., London.